# Nihoa karawari
Nihoa karawari is een spinnensoort uit de familie Barychelidae. De soort komt voor in Nieuw-Guinea.